# Sedum urvillei
Sedum urvillei — вид квіткових рослин з родини товстолистових (Crassulaceae).

## Біоморфологічна характеристика
Багаторічні трави, часто з висхідними або прямостоячими сильно розгалуженими неквітковими пагонами, що вкорінюються біля основи, утворюючи пучки або килимки, з нижньою частиною стебла, вкритою досить шорстким мертвим листям, бічні гілки легко відриваються. Листки чергові, темно-зелені або сизі. Квітки 5-членні. Пелюстки ланцетні, загострені, 5–7 мм, жовті. Пиляки жовті.

## Поширення
Поширення: Європа (Албанія, Болгарія, Греція, Угорщина, Крим, Румунія, Боснія та Герцеговина, Македонія, Сербія, Чорногорія) й Туреччина.